# G. B. Jones
G. B. Jones est une artiste, musicienne, dessinatrice, éditrice du fanzine J.D.s (avec Bruce LaBruce) et Double Bill, et réalisatrice canadienne.

## Biographie
Vivant à Toronto, G. B. Jones est une artiste underground. Dans les années 1980, Caroline Azar et G. B. Jones créent le groupe de musique féminin Fifth Column. Ce groupe sort un album en 1985, lançant le genre musical queercore et devenant une influence pour le rock féministe riot grrl.
Elle se lie d'amitié avec l'auteur et réalisateur Bruce LaBruce, et tous deux créent le fanzine J. D.s (pour Juvenile Delinquance) en 1985, où ils créent le mot queercore. Elle y publie des dessins inspirés de l'œuvre de Tom of Finland, mais avec des personnages féminins. Ces dessins sont repérés par un galeriste de New York qui publie une monographie consacrée à son travail en 1994. L'ouvrage est saisi par l'Agence des services frontaliers du Canada en raison de son contenu sado-masochiste,.

## Filmographie sélective

### Réalisatrice
- 1990 : The Troublemakers, avec Caroline Azar, Bruce LaBruce
- 1992 : The Yo-Yo Gang
- 2008 : The Lollipop Generation, avec The Hidden Cameras

### Actrice
- 1990 : No Skin Off My Ass, de Bruce LaBruce
- 2012 : She Said Boom: The Story of Fifth Column, de Kevin Hegge
- 2017 : Queercore: How to Punk a Revolution, de Yony Leyser

## Expositions
- La Centrale, Montréal, 2008[6]
- Vox Populi, Philadelphia, 2011[7]
- Cooper Cole, Toronto, 2022[5]